# Palomar 6
Palomar 6 ist ein Kugelsternhaufen im Sternbild Schlangenträger, im Halo der Milchstraße. 
Er in den fotographischen Platten der National Geographic Society – Palomar Observatory Sky Survey von Robert G. Harrington und Fritz Zwicky entdeckt,
und als Kugelsternhaufen identifiziert. Er ist einer von vier Kugelsternhaufen, in denen ein planetarischer Nebel entdeckt wurde.